# Ruprecht VI. Nasavský
Ruprecht VI. Nasavský (před rokem 1280 – 2. listopadu či 2. prosince 1304, Praha) byl hrabě nasavský a krátce také zeť českého krále Václava II. Uchoval si k němu kladný vztah a až do své smrti byl jeho spojencem.

## Život
Narodil se jako prvorozený syn Adolfa Nasavského a Imaginy, dcery limburského hraběte Gerlacha I., a to pravděpodobně před rokem 1280, protože roku 1292 potvrzoval dar své prabáby klášteru Altenburg. V dubnu téhož roku byl jeho otec ve Frankfurtu nad Mohanem za podpory českého krále Václava II. zvolen římským králem. Zvolení nepříliš významného a nepříliš majetného kandidáta z Porýní, který se měl stát povolnou loutkou kurfiřtů, překvapilo prohabsburské voliče.
Již v květnu bylo dohodnuto zasnoubení Ruprechta Nasavského s Václavovou dcerou Anežkou. Anežčino věno ve výši deseti tisíc hřiven mělo být splaceno na dvakrát a Adolf Nasavský byl nucen na oplátku zastavit českému králi Pliseňsko společně s Altenburgem, Saskou Kamenicí, Cvikovem a Chebem. Anežka měla po sňatku obdržet věnem Wiesbaden, Idstein a hrad Sonnenberg. V dubnu 1296 se oba panovníci sešli v pliseňském klášteře Grünhain a Václav II. si po stvrzení vzájemného přátelství odvezl mladého Ruprechta na pražský dvůr.
| „                     | V předvečer svatého Vavřince byla Anežka, léty mladší, položena k Ruprechtovi, a tak byl dokonán počatý sňatek způsobem, jakým se mohlo stát mezi dětmi... | “ |
| — Zbraslavská kronika | |   |

Ke svatbě došlo 9. srpna 1296. Sedmiletá Anežka krátce poté zemřela a mladík se vrátil na otcův dvůr.
Adolf Nasavský proti sobě svou politikou a neplněním předvolebních slibů popudil řadu odpůrců, což v červnu 1298 vedlo k jeho sesazení a za české podpory ke zvolení Albrechta Habsburského. Oba protivníci se sešli 2. července 1298 na bitevním poli u Göllheimu. Adolf Nasavský zde padl a Ruprecht se dostal do zajetí mohučského arcibiskupa Gerharda II. z Eppsteinu. Byl propuštěn roku 1299 a převzal po otci nasavské hrabství. Roku 1304 se připojil po bok svého bývalého tchána Václava II. v jeho sporu s Albrechtem Habsburským a velel části německých žoldáků při obraně českých měst. Zemřel náhle a bez potomků na konci roku 1304 v Praze a byl tam Václavem i pohřben. Uprázdněného hrabství se ujal jeho mladší bratr Gerlach.